# Иронический трояк
Иронический или сатирический трояк (трехгрошовик) Сигизмунда II Августа (1565—1566) ― серебряная монета Великого княжества Литовского достоинством в 3 гроша. Её отличительной особенностью от обычных трояков является библейское выражение на реверсе.

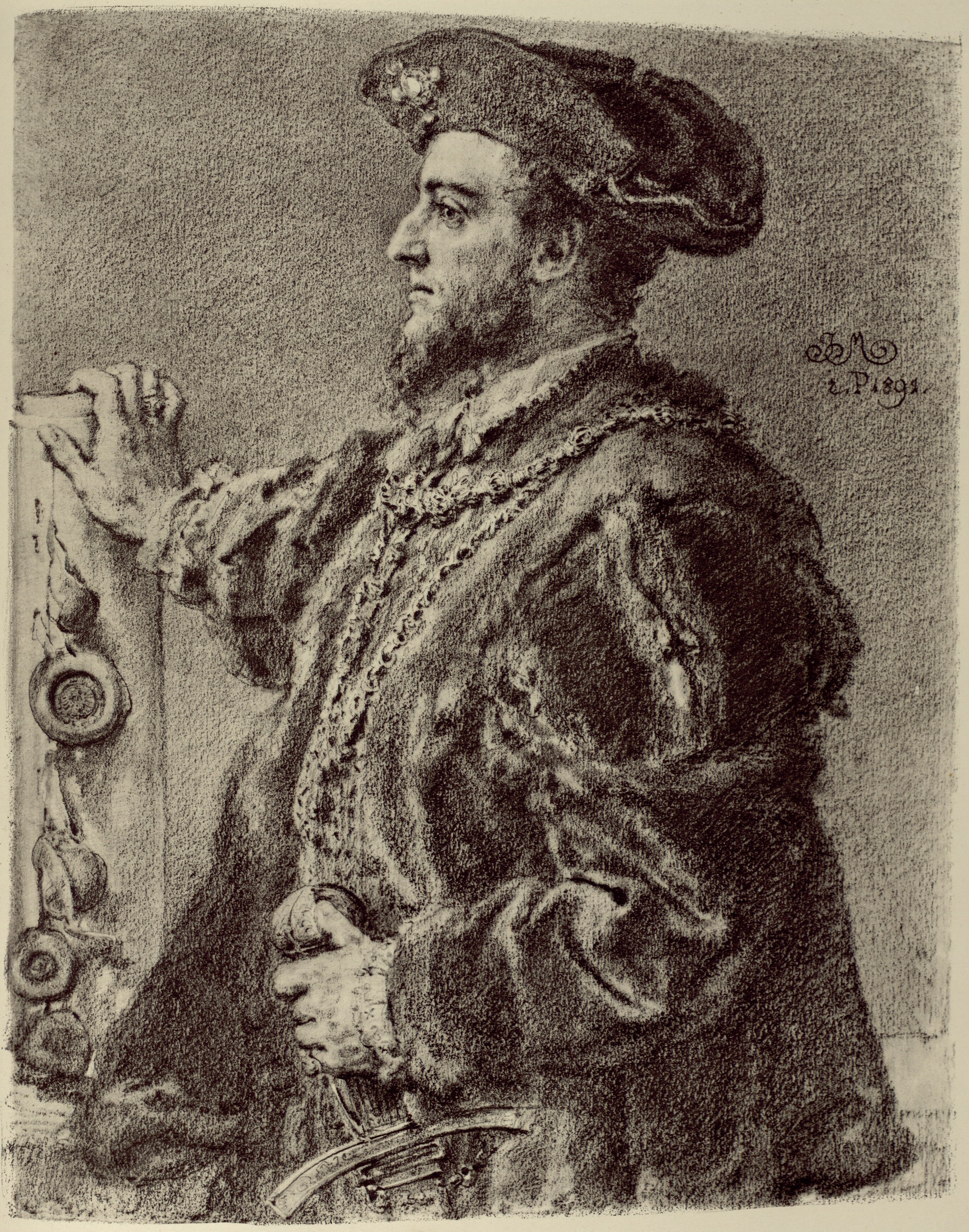
Сигизмунд II Август

## Описание монеты
- На аверсе отображен герб Погоня, под ним достоинство монеты — «III» (3 гроша), по кругу девиз: SIGISM AVG REX POL MAG DVX LIT (лат. сокр.) — «Сигизмунд Август король Польши, Великий князь Литовский».
- На реверсе отображенна королевская монограмма с короной, по бокам дата чеканки — «1565». Над ней надпись в четыре строки с цитатой из второго псалма Давида: QVI HABITAT IN COELIS IRRI DEBIT EOS (лат.) — «Живущий на небесах посмеется, Господь поругается им», или «Кто идет против воли Бога будет Им высмеян и наказан», или «Обитатели неба посмеются над вами».[1][2]
- Диаметр монеты — 21 мм, вес — 3,06 г, серебро.

## История появления
При Сигизмунде II Августе в 1565 году была проведена денежная реформа, которая имела целью подготовить почву для объединения денежных систем Великого княжества Литовского (ВКЛ) и Польши, ввели новые номиналы: двупенязь (двуденар), новый грош по польской стопе, двояк и чворак. Такие номиналы облегчали счет в обеих денежных системах — литовской и польской. Так литовский удвоенный пенязь был равен польскому четверть-грошу, а чворак — пяти счетным польским грошам. В связи с этим коронные (польские) монетные дворы не работали. Их закрыли сразу после смерти Сигизмунда Старого. В то время (с 1564 года) работал литовский монетный двор в Тыкотине. Здесь и был отчеканен иронический трояк.
О появлении этой монеты и аллегорическом смысле высказывания существует несколько версий, большинство из них связаны с темой Люблинской унии Литвы и Польши 1569 года. Выступления наиболее влиятельных магнатов Великого княжества Литовского против объединения с Польшей, за сохранение независимости своей страны и их содействие расширению протестантизма, как господствующей религии в ВКЛ, побудило инициаторов и сторонников новой Унии Литвы и Польши к организации в 1565—1566 годах на монетном дворе в Тыкоцине, находящемся под влияние католического костела и польской шляхты, эмиссию литовских трояков с иронической надписью.

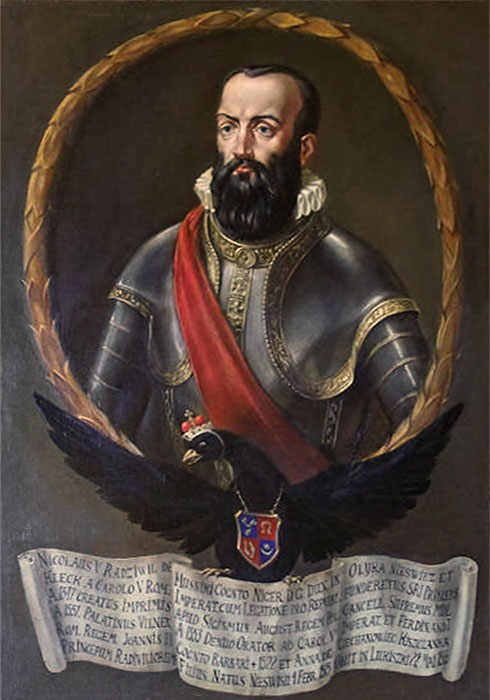
Николай Радзивил «Черный»

Основным объектом насмешки мог быть (по некоторым версиям) Николай Радзивилл «Черный», умерший незадолго до эмиссии (29 мая 1565 года). Он был активным сторонником независимости Великого княжества Литовского от Польши и всегда выступал на сеймах за суверенитет ВКЛ в составе Речи Посполитой. Его позиция, поддерживаемая самыми известными магнатами, стала причиной королевской немилости. Будучи одним из наиболее мощных сторонников Реформации в ВКЛ, Николай Радзивилл Чёрный предпринимал значительные усилия к распространению протестантизма. Именно с его деятельностью связывают исчезновение в период с 1561 по 1565 год (то есть от того момента как Радзивилл сосредоточил в своих руках военную (великий гетман) и административную (канцлер) власть в ВКЛ и стал официальным наместником в Ливонии) и до его смерти в 1565 году — с трояков ВКЛ королевского портрета (портрет был заменен монограммой (то есть более низким по статусу символом). А с 1565-го — вновь появляется (портретные трояки 1562 — как считает В. Какареко — чеканились в 1570-х). Эта тема фигурирует и в версии о иронии по поводу неправильного (с точки зрения поляков) дизайна монеты.
Выпуск этой монеты вызвал бурные протесты у литовских магнатов и служилой шляхты, а также их сторонников в Польше. Король не хотел обострять враждебные настроения в преддверии подписания Унии, и специальным универсалом запретил дальнейшую чеканку этой монеты. Сегодня она является желанным предметом коллекционирования для многих нумизматов. Её цена на аукционах обычно колеблется в пределах 500-3000 долларов США (идеальное состояние оценивается до 18 000 долларов).